# Tanacetum sorbifolium
Tanacetum sorbifolium — вид рослин з родини айстрових (Asteraceae), поширений у Західній Азії.

## Опис
Ця рослина заввишки 50–150 см. Стеблові листки 10–15 см, перисто-роздільні або майже перисті, ± яйцеподібні за контуром, ± рівномірно пилчасті, мало запушені на обох поверхнях, бічні сегменти 4–5-парні, 5–7 × 0.7–1.5 см. Квіткові голови численні, у кінцевих щитках. Язичкових квіток 12, білі, 7–10 × 3 мм, еліптично-ланцетні, цілісні або 3-різані на верхівці. Дискові квітки жовті, 2 мм. Сім'янки коричневі, 1.5–2 мм, 5-ребристі. Період цвітіння: серпень — вересень.

## Середовище проживання
Поширений на північному сході Туреччини і в Грузії. Населяє береги потоків і магматичні схили в ялицевому лісі, ялиново-рододендронних чагарниках і чайних плантаціях на висотах 1400–1900 м.